# Campionatul European de Volei Feminin din 1979
Campionatul European de Volei Feminin din 1979 a fost a unsprezecea ediție a Campionatului European de Volei organizată de CEV. A fost găzduită de Franța din 5 până în 13 octombrie 1979. Orașele gazdă au fost Orléans, Cannes, Evreux și Lyon. La turneu au participat 12 echipe naționale și victoria finală a revenit Uniunii Sovietice pentru a zecea oară, a șaptea oară consecutiv.

## Echipe

### Calificate direct
- Franța - țară organizatoare
- Uniunea Sovietică - campioana ediției precedente
- RDG  - viceampioana ediției precedente
- Ungaria - locul 3 la ediția precedentă
- Polonia - locul 4 la ediția precedentă
- Cehoslovacia - locul 5 la ediția precedentă

### Calificate în urma preliminariilor
- Belgia
- Bulgaria
- Iugoslavia
- Țările de Jos
- RFG
- România

## Componența grupelor
| Grupa A - Polonia - RFG - România - Uniunea Sovietică | Grupa B - Belgia - Bulgaria - Cehoslovacia - RDG | Grupa C - Franța - Iugoslavia - Țările de Jos - Ungaria |  |

## Faza preliminară
| Calificare pentru turneul pentru locurile 1-6  |
| Calificare pentru turneul pentru locurile 7-12 |

### Grupa A -Orléans
| L | Echipa            | P | M | V | Î | SC | SP | Ratio | PP  | PÎ  | Ratio |
| - | ----------------- | - | - | - | - | -- | -- | ----- | --- | --- | ----- |
| 1 | România           | 5 | 3 | 2 | 1 | 8  | 4  | 2,000 | 157 | 134 | 1,172 |
| 2 | Uniunea Sovietică | 5 | 3 | 2 | 1 | 8  | 5  | 1,600 | 177 | 137 | 1,600 |
| 3 | Polonia           | 5 | 3 | 2 | 1 | 6  | 6  | 1,000 | 142 | 138 | 1,029 |
| 4 | RFG               | 3 | 3 | 0 | 3 | 2  | 9  | 0,222 | 93  | 160 | 0,581 |

### Grupa B -Cannes
| L | Echipa       | P | M | V | Î | SC | SP | Ratio | PP  | PÎ  | Ratio |
| - | ------------ | - | - | - | - | -- | -- | ----- | --- | --- | ----- |
| 1 | RDG          | 6 | 3 | 3 | 0 | 9  | 1  | 9,000 | 149 | 77  | 1,935 |
| 2 | Bulgaria     | 5 | 3 | 2 | 1 | 6  | 3  | 2,000 | 115 | 83  | 1,386 |
| 3 | Cehoslovacia | 4 | 3 | 1 | 2 | 4  | 6  | 0,667 | 114 | 125 | 0,912 |
| 4 | Belgia       | 3 | 3 | 0 | 3 | 0  | 9  | 0,000 | 42  | 135 | 0,311 |

### Grupa C -Evreux
| L | Echipa        | P | M | V | Î | SC | SP | Ratio | PP  | PÎ  | Ratio |
| - | ------------- | - | - | - | - | -- | -- | ----- | --- | --- | ----- |
| 1 | Ungaria       | 6 | 3 | 3 | 0 | 9  | 3  | 3,000 | 167 | 111 | 1,504 |
| 2 | Țările de Jos | 5 | 3 | 2 | 1 | 8  | 4  | 2,000 | 160 | 136 | 1,176 |
| 3 | Iugoslavia    | 4 | 3 | 1 | 2 | 5  | 7  | 0,714 | 121 | 136 | 0,890 |
| 4 | Franța        | 3 | 3 | 0 | 3 | 1  | 9  | 0,111 | 79  | 144 | 0,549 |

## Faza finală

### Grupa pentru locurile 1-6 -Lyon
| L | Echipa            | P  | M | V | Î | SC | SP | Ratio | PP  | PÎ  | Ratio |
| - | ----------------- | -- | - | - | - | -- | -- | ----- | --- | --- | ----- |
| 1 | Uniunea Sovietică | 10 | 5 | 5 | 0 | 15 | 5  | 3,000 | 279 | 187 | 1,491 |
| 2 | RDG               | 9  | 5 | 4 | 1 | 12 | 4  | 3,000 | 209 | 136 | 1,536 |
| 3 | Bulgaria          | 8  | 5 | 3 | 2 | 11 | 8  | 1,375 | 240 | 210 | 1,142 |
| 4 | Ungaria           | 7  | 5 | 2 | 3 | 10 | 8  | 1,250 | 251 | 269 | 0,933 |
| 5 | România           | 6  | 5 | 1 | 4 | 5  | 14 | 0,357 | 189 | 306 | 0,617 |
| 6 | Țările de Jos     | 5  | 5 | 0 | 5 | 4  | 15 | 0,266 | 171 | 276 | 0,619 |

### Grupa pentru locurile 7-12 -Cannes
| L | Echipa       | P  | M | V | Î | SC | SP | Ratio | PP  | PÎ  | Ratio |
| - | ------------ | -- | - | - | - | -- | -- | ----- | --- | --- | ----- |
| 1 | Cehoslovacia | 10 | 5 | 5 | 0 | 15 | 0  | MAX   | 226 | 125 | 1,808 |
| 2 | Polonia      | 9  | 5 | 4 | 1 | 12 | 5  | 2,400 | 231 | 153 | 1,510 |
| 3 | RFG          | 8  | 5 | 3 | 2 | 10 | 8  | 1,250 | 201 | 200 | 1,005 |
| 4 | Iugoslavia   | 7  | 5 | 2 | 3 | 7  | 10 | 0,700 | 202 | 198 | 1,020 |
| 5 | Franța       | 6  | 5 | 1 | 4 | 5  | 14 | 0,357 | 184 | 254 | 0,724 |
| 6 | Belgia       | 5  | 5 | 0 | 5 | 3  | 15 | 0,200 | 146 | 260 | 0,562 |

## Clasamentul final
| Loc | Echipă            | Calificare pentru                                |
| --- | ----------------- | ------------------------------------------------ |
| 1   | Uniunea Sovietică | Campionatul European 1981                        |
| 2   | RDG               | Jocurile Olimpice 1980 Campionatul European 1981 |
| 3   | Bulgaria          |                                                  |
| 4.  | Ungaria           | Campionatul European 1981                        |
| 5.  | România           | Campionatul European 1981                        |
| 6.  | Țările de Jos     | Campionatul European 1981                        |
| 7.  | Cehoslovacia      |                                                  |
| 8.  | Polonia           |                                                  |
| 9.  | RFG               |                                                  |
| 10. | Iugoslavia        |                                                  |
| 11. | Franța            |                                                  |
| 12. | Belgia            |                                                  |

| Campionatul European de Volei feminin din 1979 Uniunea Sovietică Al zecelea titlu |